# Salih Dursun
Salih Dursun (Sakarya, 12 luglio 1991) è un calciatore turco, difensore o centrocampista svincolato.

## Carriera
Nel gennaio 2014 il giocatore passa dal Kayserispor al Galatasaray, firmando un contratto di quattro anni e mezzo.
L'anno successivo viene ceduto in prestito per due stagione al Trabzonspor.
Nella partita Galatasaray-Trabzonspor della stagione 2015/2016 ruba il cartellino rosso all'arbitro e lo "espelle". Il gesto di protesta gli costerà a sua volta una vera espulsione.